# Антикитайські настрої в Кореї

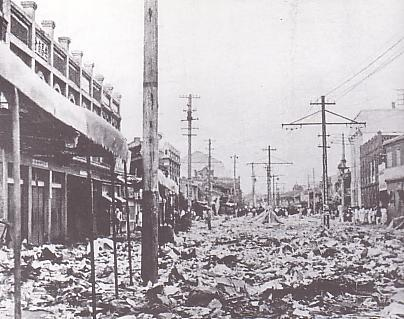
Антикитайські заворушення в Пхеньяні, Корея після інциденту у Ванпаошані (1931)

Корея мала довгу історію як опору імперському Китаю (переважно монгольській та маньчжурській династіям), так і підпорядкування йому. До початку активності західного імперіалізму в ХІХ столітті Корея була частиною китаєцентричного регіонального порядку Східної Азії.:9

## Історія
У 1931 році, коли в Кореї домінувала імперська Японія, між китайськими та корейськими фермерами у Ванпаошані, Маньчжурія, виникла суперечка. В японській і корейській пресі цей факт поширювався як сенсаця та був використаний як основа для посилення антикитайських настроїв. Пропоганда викликала низку антикитайських бунтів по всій Кореї, які почалися в Інчхоні 3 липня та швидко поширилися на інші міста. За оцінками китайських джерел, загинули 146 людей, 546 отримали поранення, а значна кількість власності була знищена. Наймасштабніші заворушення сталися 5 липня в Пхеньяні. Таким чином, стверджується, що японці в Кореї мали значний вплив на китаєфобію.
Починаючи з жовтня 1950 року, Народна добровольча армія брала участь у Корейській війні (1950—1953) на боці Північної Кореї проти південнокорейських військ і військ ООН. Участь НДА загострила відносини між Південною Кореєю і Китаєм. Протягом холодної війни не було офіційних відносин між капіталістичною Південною Кореєю та комуністичним Китаєм до 24 серпня 1992 року, коли між Сеулом і Пекіном були встановлені офіційні дипломатичні відносини.
У 1960-х роках південнокорейські закони, спрямовані проти іноземного володіння нерухомістю, у той час, коли більшість іноземців були етнічними китайцями, призвели до того, що багато китайців емігрували з Південної Кореї на Тайвань.

### Новітня історія
На початку 2000-х років суперечка щодо історії Когурьо, яку як Корея, так і Китай вважають своєю власною, викликала напругу між двома країнами.:9
Антикитайські настрої в Південній Кореї неухильно зростають з 2002 року. За даними Pew Global Attitude Project, сприятливе ставлення до Китаю постійно знижувалося з 66 % у 2002 році до 48 % у 2008 році, тоді як негативне ставлення до Китаю зросло з 31 % у 2002 році до 49 % у 2008 році. За опитуваннями Інституту Східної Азії, позитивне ставлення до впливу Китаю знизилося з 48,6 % у 2005 році до 38 % у 2009 році, тоді як негативне ставлення до впливу Китаю зросло з 46,7 % у 2005 році до 50 % у 2008 році.
Під час сеульської естафети Олімпійського вогню 2008 року понад 6000 китайських студентів мали конфлікт з протестувальниками. Китайські демонстранти зіткнулися з місцевими активістами, які мітингували, щоб протестувати проти естафети вогню, посилаючись на те, що Пекін знеохочувало ставлення до перебіжчиків з Північної Кореї та придушення режимом тибетських заворушень за незалежність. У результаті цих жорстоких зіткнень у центрі Сеула антикитайські настрої в Кореї викликали велике обурення китайського уряду. Міністерство юстиції Південної Кореї зазначило, що каратиме всіх таких демонстрантів, незалежно від національності. Уряд Південної Кореї посилює візовий режим для китайських студентів.
Відносини ще більше загострилися після розгортання THAAD у Південній Кореї в 2017 році, коли Китай почав свій бойкот проти Кореї, що змусило корейців розвинути антикитайські настрої в Південній Кореї через повідомлення про економічну відплату з боку Пекіна.
Дослідження Китайської академії наук у 2018 році показало, що антикитайські настрої в Південній Кореї стають серйозними, при цьому більшість південнокорейців висловлюють позитивні настрої щодо Сполучених Штатів і негативні настрої щодо Китаю. Це суперечить попередньому дослідженню того ж інституту в 2017 році про те, що Південна Корея в довгостроковій перспективі не зможе підтримувати антиамериканську позицію проти китайської та російської помсти. Згідно з дослідженням, з 2013 року це стало міжпоколінною та трансполітичною тенденцією в Південній Кореї, де молоде покоління у віці 20 років більше сприймає Китай як загрозу, ніж старше покоління у віці 60 років. Дослідження виявило три чинники, що лежать в основі антикитайських настроїв у Південній Кореї, а саме ідеологію холодної війни, націоналізм і теорію загрози Китаю. Відповідно до його аналізу, антикитайські настрої вперше почали зростати з Північно-східним проєктом у 2004 році, і різко погіршилися під час конфлікту THAAD у 2017 році.
За опитуванням, опублікованим Інститутом досліджень миру та об'єднання Сеульського національного університету в 2018 році, 46 % південнокорейців вважають Китай найбільш загрозливою країною для міжкорейського миру (порівняно з 33 % для Північної Кореї), що стало першим випадком, коли Китай був визнаний більшою загрозою, ніж Північна Корея, з моменту початку опитування в 2007 році.

## Культурна ворожнеча
13 жовтня 2020 року Кім Намджун, член BTS, виступив з промовою про Корейську війну, де він розповів про спільну історію страждань Південної Кореї та Сполучених Штатів. Після того, як керовані Китаєм медіа згуртувалися, щоб розкритикувати BTS за те, що вони сприйняли як упередженість і заперечення внеску Китаю, а китайські користувачі мережі закликали бойкотувати все, що стосується Кореї та корейців, незважаючи на те, що Китай у той час воював проти Південної Кореї, у Південній Кореї зросла ворожість проти Китаю, оскільки корейці звинуватили Китай у перебільшенні ситуації.